# Metriorhynchidae
Famille
Sous-familles de rang inférieur
- † Geosaurinae Lydekker, 1889
- † Metriorhynchinae Fitzinger, 1843

Synonymes
- † Geosauridae Andrews, 1913[1]

Les Metriorhynchidae (métriorhynchidés en français) forment une famille éteinte de crocodylomorphes entièrement aquatiques, qui vivaient dans les mers du Jurassique et du Crétacé.
Les métriorhynchidés ont été le seul groupe d'archosaures à s'adapter totalement à la vie marine, devenant ainsi des crocodiliens pélagiques.

## Étymologie
Le nom de « Metriorhynchidae » a été proposé par le zoologiste australien Leopold Fitzinger en 1843.

## Répartition géographique
On a trouvé cette famille à plusieurs endroits en Argentine, au Chili, à Cuba, en Angleterre, en France, en Allemagne, en Italie, au Mexique, en Pologne, en Russie et en Suisse.

## Liste des sous-familles et genres
- Sous-famille : Metriorhynchinae Fitzinger, 1843
  - Metriorhynchus von Meyer, 1830
  - Gracilineustes Young et al., 2010
  - Rhacheosaurus von Meyer, 1831
  - Maledictosuchus Parrilla-Bel et al., 2013
  - Cricosaurus Wagner, 1858 (Synonyme : Enaliosuchus Koken, 1883)
- Sous-famille : Geosaurinae Lydekker, 1889
  - Suchodus Lydekker, 1890
  - Purranisaurus Rusconi, 1948
  - Neptunidraco Cau & Fanti, 2011
  - Tyrannoneustes Young et al., 2010
  - Plesiosuchus Owen, 1884
  - Torvoneustes Andrade et al., 2010
  - Geosaurus Cuvier, 1824
  - Dakosaurus Quenstedt, 1856
  - Aggiosaurus Ambayrac, 1913

Les autres genres inclus dans cette famille sont Teleidosaurus et Enaliosuchus.

### Genres réattribués
Capelliniosuchus a été décrit à l'origine comme un métriorhynchidé similaire à Dakosaurus par Vittorio Simonelli (it) en 1896. A. Sirotti en 1989 considère qu'il s'agit d'un synonyme junior de Mosasaurus hoffmanni. Sa synonymie avec Mosasaurus hoffmanni est remise en cause en 2016 par Hallie P. Street et Michael W. Caldwell qui revalident le genre.